# Marko Bräutigam
Marko Bräutigam (* 10. Februar 1969) ist ein deutscher Schauspieler und Synchronsprecher.

## Leben
Marko Bräutigam wurde 1969 geboren und absolvierte zu Beginn seiner Karriere ein Studium an der Hochschule für Schauspielkunst Ernst Busch zu Berlin. Im Anschluss an sein 15-jähriges Festengagement in Schwerin und Berlin begann er 1997 mit der Synchronisation und wenige Jahre später auch mit dem Schauspiel, das er seither vollführt. Ebenso ist Bräutigam als Kabarettist tätig.
Bräutigam wohnt in Berlin.

## Filmographie (Auswahl)
- 2001: Hundsköpfe als Mirko
- 2004: Irrläufer als Achim
- 2006: Schloss Einstein als Diplom-Ingenieur Kastner
- 2007: Doctor’s Diary – Männer sind die beste Medizin als Herr Leonard
- 2009: Die Wölfe als Grenzer
- 2009: Familie Dr. Kleist als Franz Steiner
- 2009: Freiwild als Erik Schmit
- 2010: Weissensee als Major Bösner
- 2010: Im Angesicht des Verbrechens als Karsten Jacobs
- 2010: Gute Zeiten, schlechte Zeiten als Axel Becker
- 2011: Niemand ist eine Insel als Pfarrer
- 2011: SOKO Leipzig als Andreas
- 2011: Europas letzter Sommer und Weg zur Macht als Erich Kästner
- 2012: Komm, schöner Tod als Einsatzleiter
- 2012: Der Kriminalist als Polizist
- 2012: Heiter bis tödlich: Akte Ex als Klaus
- 2013: Spreewaldkrimi: Mörderische Hitze als Feuerwehrmann
- 2014: Aktenzeichen XY … ungelöst als Täter
- 2016: Der Gutachter: Ein Mord zu viel als JVA-Schließer
- 2017: Der Zeuge als No. 16

## Synchronisation (Auswahl)

### Filme
- 1938: René Bergeron in Hôtel du Nord als Maltaverne [2. Synchronisation, 2021]
- 1973: Ian Campbell in The Wicker Man als Oak [Synchronisation 2020]
- 1983: John Rhys-Davies in Grizzly II: Revenge als Bouchard [Synchronisation 2021]
- 1987: Telly Savalas in Faceless als Terry Hallen [Synchronisation 2020]
- 1987: Clu Gulager in Die Nacht der Schreie als Stanley Burnside [Nach-Synchronisation]
- 2010: Todd Bryant in Madso's War als Ronnie White
- 2014: Nobuaki Fukuda in Haikyu!!: Lev ist hier! als Yasufumi Nekomata
- 2014: Man-sik Jeong in A Hard Day als Det. Choi
- 2014: Wataru Takagi in Stand By Me Doraemon als Nobitas Lehrer
- 2015: Atsushi Miyauchi in Ghost in the Shell: The New Movie als Richard Wong
- 2016: Jet Li in League of Gods als Jiang Ziya
- 2016: Matthias Hues in On the Job – Showdown in Manila als Dorn
- 2017: Thierry Toscan in Der Nebelmann als Bruno Kastner
- 2017: Brent Roske in Operation Dünkirchen als Pierre
- 2017: Pedro Casablanc in Thi Mai als Javier
- 2018: Fabien Orcier in Vidocq – Herrscher der Unterwelt als der Veteran
- 2018: Oleksandr Kuzmenko in König der Krieger als Mircha
- 2019: Michael Chiklis in 10 Minutes Gone als Frank
- 2019: Neil Webb in Always Be My Maybe als Fotograf
- 2019: Ron Perlman in Hell on the Border als Charlie Storm
- 2019: Tito Valverde in Trotz allem als Victor
- 2020: Barry Papick in Big Bad Rat als Marco
- 2020: Enrique Castillo in Die Sprache der Liebe als Sabi Segovia
- 2021: Fung Kwok in Raging Fire als Mr. Fok
- 2021: Laurence Fishburne in Under the Stadium Lights als Harold Christian
- 2022: Magnus Samuelsson in Medieval als Lars
- 2022: Niddal El Mellouhi in November als Imam
- 2022: Luis P. Martínez in Wie wilde Tiere als Perri
- 2023: Zico in Mein Schwager ist ein Vampir als Zico
- 2023: Siu-Ming Tsui in Sakra als Kuma Zhi
- 2024: Kirk R. Thatcher in Alles steht Kopf 2 als Vorarbeiter
- 2024: Randal Reeder in Deadpool & Wolverine als Buck
- 2024: Cedric the Entertainer in Unfrosted als Stu Smiley

### Serien
- 2019: Paul Dobson in Ninjago als Rufus McCallister
- 2019: Paul Dobson in Ninjago als Gefängnisdirektor Noble
- 2019: Michael Benyaer in Love, Death + Robots als Dr. Wehunt
- 2019: Bobby Hosea in What/If als Todds Vater
- 2019–2021: Jun Kunimura in Der Nackte Regisseur als Iori Furuya
- 2020, 2022: Deven Mack in Ninjago als König Vangelis / Totenkopf-Zauberer
- 2023: Emmanuel Akwafo in Sex Education als Jerome Saibu
- 2023: Nobuaki Fukuda in Haikyu!! als Yasufumi Nekomata
- 2023: Simon Kunz in Queen Cleopatra als Cicero
- 2024: Michael Adamthwaite in Ninjago: Aufstieg der Drachen als Quelldrache der Stärke
- 2023: Bill Barretta in The Muppets Mayhem als Dr. Goldzahn
- 2024: Youji Ueda in The Weakest Tamer Began a Journey to Pick Up Trash als Faltoria

## Hörspiele (Auswahl)
- 2001: Brüder Grimm: Ein Glücksstück (Vorlage: Hans im Glück) (Bauer) – Bearbeitung: Hans Zimmer; Regie: Stefanie Lazai (Hörspielbearbeitung, Kinderhörspiel – Deutschlandradio)[2]